# Johannes Hoppe
Pour les articles homonymes, voir Hoppe.
Johannes Heinrich Nicolaus Hoppe (né le 13 février 1861 à Horneburg et mort le 22 juillet 1925 à Stade) est avocat et député du Reichstag.

## Biographie
Hoppe étudie aux écoles élémentaires et privées de Horneburg et Steinkirchen, le Gymnasium de Stade et les universités de Munich et de Berlin. Au cours de ses études en 1881, il est devient membre de la fraternité Babenbergia Munich. Il réussit le stage juridique à la Cour suprême de Berlin et fait son doctorat à Göttingen. Après avoir terminé ses études et son année de service en tant que bénévole d'un an, il reprend une ferme à Süderdeich près de Balje, la dirige lui-même jusqu'en 1907 puis la loue à un parent. Il est actif dans le service communautaire, dans les associations de digues et d'égouts et dans le service de district pendant de nombreuses années. Il est également capitaine de l'artillerie de campagne Landwehr I et titulaire du prix du service Landwehr de 1re classe.
De 1909 à 1918, il est député du Reichstag pour la 18e circonscription de Hanovre (Stade, Geestemünde (de), Bremervörde (de), Osterholz) pour le parti national-libéral.